# 久保吾一
久保 吾一（くぼ ごいち、1923年5月17日 - 1988年）は、静岡県出身のプロ野球選手。ポジションは外野手（主に中堅手）、一塁手。

## 来歴・人物
島田商業（現・静岡県立島田商業高等学校）在学中には、甲子園に4回出場（春2回〈1940年，1941年〉、夏2回〈1939年，1940年〉）。この内1940年夏は「5番・左翼手」としてチームの準優勝に貢献。高校時代のコーチに根津辰治（慶大野球部で活躍。のち戦死した。）、チームメイトに一言多十（のちセネタースなど）、鈴木清一（のちセネタースなど）、北川桂太郎（のちセネタースなど）がいる。1943年に高校を卒業し、一言と鈴木のいる専修大学に進学したが、折りからの戦争で東都大学野球リーグ戦は中止になり、殆ど野球が出来なかった。程なく学徒出陣でビルマ（現・ミャンマー）に出征した。終戦後復員し、明電舎野球部に入部。長打力のある打者として主に3番を打ち、中堅手として活躍した。
社会人野球での活躍が期待され、1950年に国鉄スワローズの結成に参加した。そして国鉄のこけら落としゲームとなった、3月10日の大洋ホエールズ戦（下関球場）に「4番・中堅手」として出場。スワローズの球団史上（アトムズ含む）初の4番打者となった。しかし、プロ野球の水に会わなかったのか、全く期待外れに終わり、めぼしい成績を残す事は出来なかった（特に、ホームランはプロでは遂に1本も打てずじまいだった）。1952年限りで退団。
国鉄退団後は、再び社会人野球に復帰し、川崎トキコ（川崎市）に入部。1954年の第25回都市対抗野球大会では「3番・一塁手」として、チームの3位入賞に貢献。3位決定戦の富士鐵釜石（釜石市）戦では、3打数3安打4盗塁と活躍し、10-5の勝利に導いた。翌1955年には第5回日本産業対抗野球大会に出場し、チームの優勝に大きく貢献。同大会の最高殊勲選手に選出された。1961年～1963年まで川崎トキコの監督も務めた。川崎トキコ時代のチームメイトに、鈴木隆（大洋、東京）がいる。

## 詳細情報

### 年度別打撃成績
| 年 度      | 球 団      | 試 合 | 打 席 | 打 数 | 得 点 | 安 打 | 二 塁 打 | 三 塁 打 | 本 塁 打 | 塁 打 | 打 点 | 盗 塁 | 盗 塁 死 | 犠 打 | 犠 飛 | 四 球 | 敬 遠 | 死 球 | 三 振 | 併 殺 打 | 打 率 | 出 塁 率 | 長 打 率 | O P S |
| ---------- | ---------- | ----- | ----- | ----- | ----- | ----- | -------- | -------- | -------- | ----- | ----- | ----- | -------- | ----- | ----- | ----- | ----- | ----- | ----- | -------- | ----- | -------- | -------- | ----- |
| 1950       | 国鉄       | 21    | 48    | 45    | 1     | 3     | 2        | 0        | 0        | 5     | 4     | 0     | 0        | 0     | --    | 3     | --    | 0     | 7     | 1        | .067  | .125     | .111     | .236  |
| 1951       | 国鉄       | 67    | 167   | 156   | 12    | 30    | 5        | 1        | 0        | 37    | 13    | 9     | 1        | 2     | --    | 9     | --    | 0     | 11    | 6        | .192  | .236     | .237     | .473  |
| 1952       | 国鉄       | 43    | 44    | 40    | 4     | 4     | 0        | 0        | 0        | 4     | 1     | 4     | 1        | 1     | --    | 3     | --    | 0     | 6     | 1        | .100  | .163     | .100     | .263  |
| 通算 : 3年 | 通算 : 3年 | 131   | 259   | 241   | 17    | 37    | 7        | 1        | 0        | 46    | 18    | 13    | 2        | 3     | --    | 15    | --    | 0     | 24    | 8        | .154  | .203     | .191     | .394  |

### 背番号
- 26 （1950年 - 1952年）